# Drostemannetje

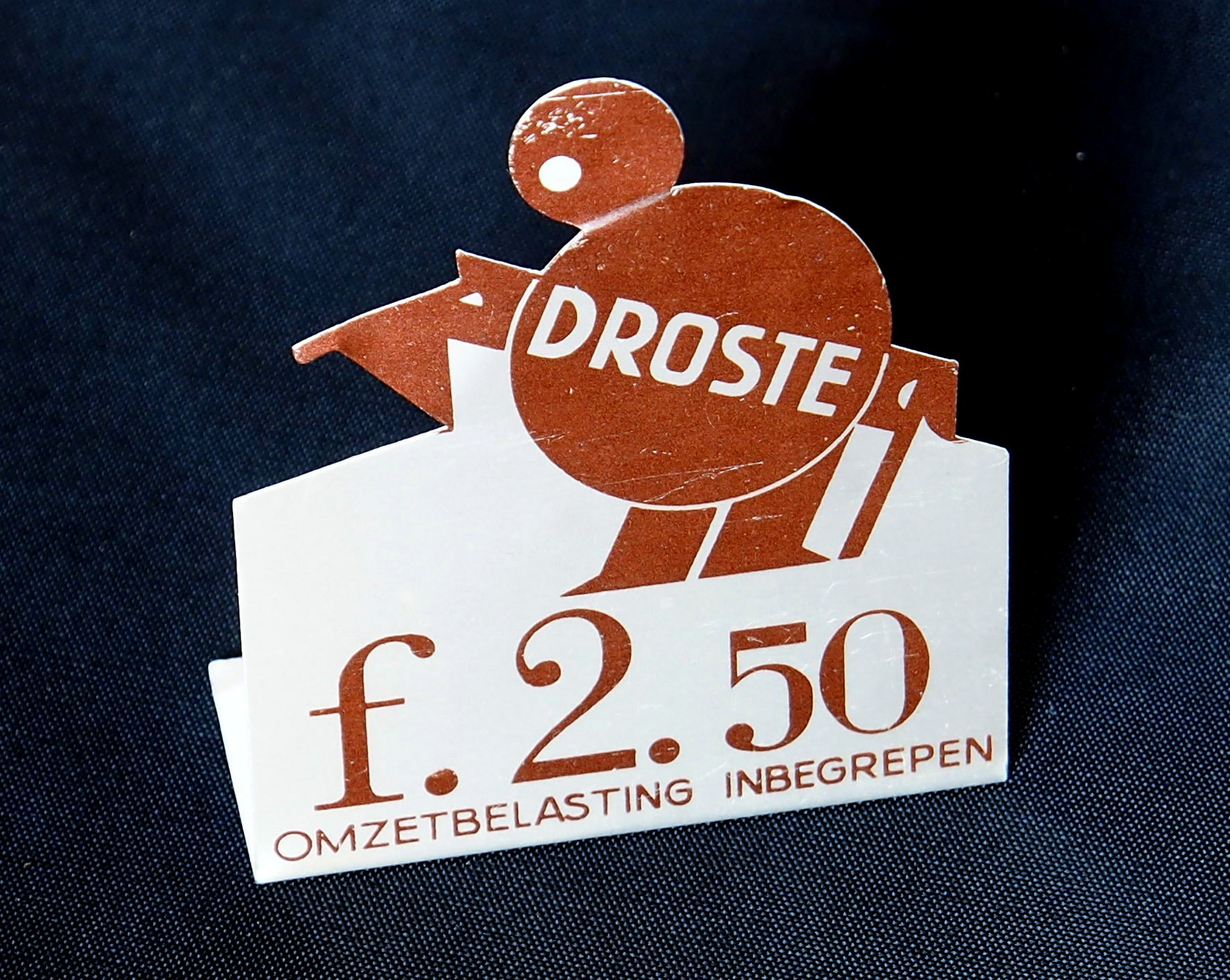
Het Drostemannetje op een prijskaartje

Het Drostemannetje is een gestileerd vormgegeven mannetje van pastilles, dat huisontwerper Jan Wiegman in 1923 bedacht voor de Droste chocoladefabriek in Haarlem.
In 1931 tekende de Franse ontwerper A.M. Cassandre voor een ontwerp dat dikker, plomper, strakker en zakelijker was dan zijn voorganger. Naar verluidt ontving Cassandre destijds 1000 gulden voor zijn ontwerp. Droste jr. die directeur was van de fabriek wilde een robuuster poppetje, omdat hij gehoord had van een nieuwe uitvinding die hij naar Nederland wilde halen; de neonreclame. In 1931 liet hij een stellage bouwen van 8 meter hoog waaraan een 6 meter hoge neoninstallatie hing. Het geheel, dat 2000 kilo zwaar was, liet hij op het dak van de fabriek zetten. Daarmee behoorde de neonversie van het Drostemannetje tot de eerste en grootste neonreclames ter wereld en kon het Spaarne in Haarlem wedijveren met Times Square, Piccadilly Circus en de ringweg van Los Angeles.